# كناردان (مقاطعة فيروزآباد)
كناردان (بالفارسية: کناردان) هي قرية تقع في قسم جايدشت الريفي في إيران. يقدر عدد سكانها بـ 31 نسمة بحسب إحصاء 2016.